# Falácia do escocês de verdade
Falácia do escocês de verdade é uma tentativa ad hoc de manter uma afirmação não fundamentada. Pode ser chamada de apelo à pureza como forma de rejeitar críticas relevantes ou falhas num argumento. Quando confrontados com um contraexemplo a uma tentativa de generalização universal ("nenhum escocês faria tal coisa"), em vez de negar o contraexemplo ou rejeitar a declaração original, esta falácia modifica o objeto da afirmação de modo a excluir esse caso específico ou outros como ele, utilizando retórica, sem referência a uma regra objetiva específica ("nenhum escocês de verdade faria tal coisa").

## Exemplos
O Professor de filosofia Bradley Dowden explica a falácia como um "resgate ad hoc" de uma tentativa de generalização refutada. O que segue é uma versão simplificada da falácia:
A: "Escoceses não colocam açúcar no mingau."
B: "Mas meu tio escocês coloca açúcar em seu mingau."
A: "Ah sim, mas nenhum escocês de verdade coloca açúcar no mingau."
O ensaísta Spengler comparou fazer a distinção entre democracias "maduras", que nunca começam guerras, e "democracias emergentes", que podem iniciá-las, com a falácia "nenhum escocês de verdade". Spengler alega que "cientistas políticos" tenham tentado salvar "o dogma acadêmico dos Estados Unidos", que democracias nunca iniciam guerras de contraexemplos, afirmando que nenhuma democracia verdadeira começa uma guerra.
(Veja a teoria da paz democrática.)

## Origem
A cunhagem do termo é atribuída ao filósofo britânico Antony Flew, que em seu livro de 1975, Thinking About Thinking, escreveu:
Imagine Hamish McDonald, um escocês, sentado com seu Glasgow Morning Herald e lendo um artigo intitulado "Maníaco Sexual de Brighton Ataca Novamente". Hamish fica chocado e declara que "Nenhum escocês faria tal coisa". No dia seguinte ele se senta para ler seu Glasgow Morning Herald novamente; desta vez, se depara com um artigo sobre um homem de Aberdeen cujas ações brutais fazem o maníaco sexual de Brighton parecer quase cavalheiresco. Esse fato mostra que Hamish estava errado em sua opinião, mas ele vai admitir isso? Não é provável. Desta vez ele diz: "Nenhum escocês de verdade faria tal coisa."